# Guerra bizantino-búlgara de 894–896
A Guerra bizantino-búlgara de 894–896 (em búlgaro: Българо–византийска война от 894–896), também conhecida como Guerra Comercial (em búlgaro: Търговската война) foi travada entre o Primeiro Império Búlgaro e o Império Bizantino como resultado da decisão do imperador Leão VI, o Sábio (r. 886–912) de mover o mercado búlgaro de Constantinopla para Salonica, o que aumentou enormemente as despesas dos mercadores búlgaros.
Após a derrota do exército bizantino nos estágios iniciais da guerra em 894, Leão VI procurou ajuda dos dos magiares que naquele tempo estava habitando as estepes do nordeste da Bulgária. Ajudados pela marinha bizantina, em 895 os magiares invadiram a Dobruja e derrotaram as tropas búlgaras. O cã Simeão I solicitou uma trégua e deliberadamente prolongou as negociações com os bizantinos até assegurar a assistência pechenegue. Encurralados entre os búlgaros e pechenegues, os magiares sofreram uma derrota esmagadora nas mãos do exército búlgaro e tiveram de migrar para oeste, assentando na Panônia.
Como a ameaça magiar eliminada, Simeão liderou suas hostes ao sul e repeliu o exército bizantino em Bulgarófigo no verão de 896, que o Império Bizantino a concordar com os termos búlgaros. A guerra terminou com um acordo que restaurou o mercado búlgaro em Constantinopla e confirmou a dominação búlgara nos Bálcãs. O Império Bizantino foi obrigado a pagar um tributo anual à Bulgária em troca dos soldados e civis bizantinos capturados. Sob o tratado, os bizantinos também cederam uma área entre o mar Negro e Istranca à Bulgária. Apesar das várias violações, o acordo formalmente durou até a morte de Leão VI em 912.

## Antecedentes
Durante o reinado de Bóris I (r. 852–889), a Bulgária passou por grandes mudanças — a cristianização do país e a admissão das disciplinas de Cirilo, o Filósofo e Metódio, que marcou a criação e consolidação da literatura e alfabeto búlgaro medieval. Após as intensas negociações com o Papado em Roma e o Patriarcado Ecumênico de Constantinopla, a Bulgária converteu-se ao Cristianismo Ortodoxo, causando descontentamento entre parte da nobreza que diretamente associou a nova religião com o Império Bizantino e temeu que o país cairia sob influência bizantina.
Durante o Concílio de Preslava em 893, reunido após a tentativa mal-sucedida do filho mais velho de Bóris I, Vladimir (r. 889–893), restaurar a religião tradicional búlgara, o tengriismo, foi decidido que o búlgaro antigo seria substituído pelo grego como língua eclesiástica e o clero bizantino seria banido e substituído por búlgaros. O concílio selou as ambições de Bóris I para assegurar a independência cultural e religiosa do Império Bizantino e acalmou as inquietações entre a nobreza. Foi também decidido que seu terceiro filho Simeão, nascido após a cristianização e chamado o "filho da paz", tornou-se o próximo príncipe da Bulgária. Estes eventos levaram ao fim às esperanças bizantinas de estender a influência sobre o país recém cristianizado.

## Prelúdio
Em 894, Estiliano Zautzes, basileopátor e ministro chefe do imperador Leão VI, o Sábio (r. 886–912), convenceu o imperador a mover o mercado búlgaro de Constantinopla para Salonica. Esse movimento afetou não apenas interesses privados, mas também a importância do comércio internacional da Bulgária e o princípio de comércio bizantino-búlgaro, regulado com o Tratado de 716 e acordos posteriores sobre a base na nação mais favorecida. Permitiu-se aos mercadores búlgaros que vivessem em Constantinopla, residissem em sua própria colônia e pagassem taxas favoráveis. A cidade foi um grande destino das rotas comerciais de toda a Europa e Ásia e a transferência do mercado búlgaro para Salonica cortou o acesso direto para bens do Oriente, que sob as novas circunstâncias os búlgaros teriam que comprar através de intermediários, que eram associados próximos de Estiliano Zautzes. Em Salonica, os búlgaros também foram forçados a pagar tarifas mais altas para vender seus produtos, enriquecendo os amigos íntimos de Zautzes.
O cronista bizantina Teófanes Continuado descreveu as razões do conflito como se segue:
| “ | A causa da guerra foi o seguinte — o basileopátor Estiliano Zautzes tinha um eunuco escravo chamado Músico. Ele favoreceu Estaurácio e Cosme, que originou-se na Hélade, mercadores ávidos por lucro e avarentos. Em seu desejo de enriquecerem e através da mediação de Músico, mudaram o mercado dos búlgaros da capital [Constantinopla] para Salonica e taxaram os búlgaros com taxas mais pesadas. Quando os búlgaros informaram Simeão do assunto, ele informou o imperador Leão. Enfatuado por sua predileção por Zautzes, considerou tudo isso uma frivolidade. Simeão enfureceu-se e reuniu exércitos contra os romanos. | ” |
|   | — Teófanes Continuado, Cronografia. |   |

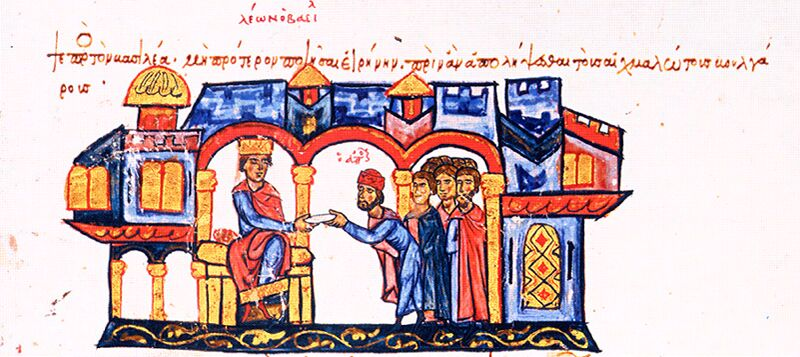
Delegação búlgara para r.. Iluminura do Escilitzes de Madri

A expulsão dos mercadores de Constantinopla foi um pesado baque aos interesses econômicos búlgaros. Os mercadores queixaram-se com Simeão, que por sua vez produziu um comunicado para Leão VI, mas o apelo foi deixado sem resposta. Simeão, que segundo os cronistas bizantinos estava procurando um pretexto para declarar guerra e implementar seus planos de tomar o trono bizantino,, atacou, provocando que teria às vezes sido chamada (inapropriadamente) a primeira guerra comercial da Europa. Contudo, muitos historiadores, incluindo Vasil Zlatarski e John Fine, consideram estas alegações improváveis, argumentando que no começo de seu reinado Simeão precisava consolidar seu poder e as ambições imperiais ainda não haviam sido cristalizadas, com sua intervenção militar sendo, portanto, um ato defensivo para proteger os interesses comerciais búlgaros.

## Campanhas iniciais e intervenção magiar

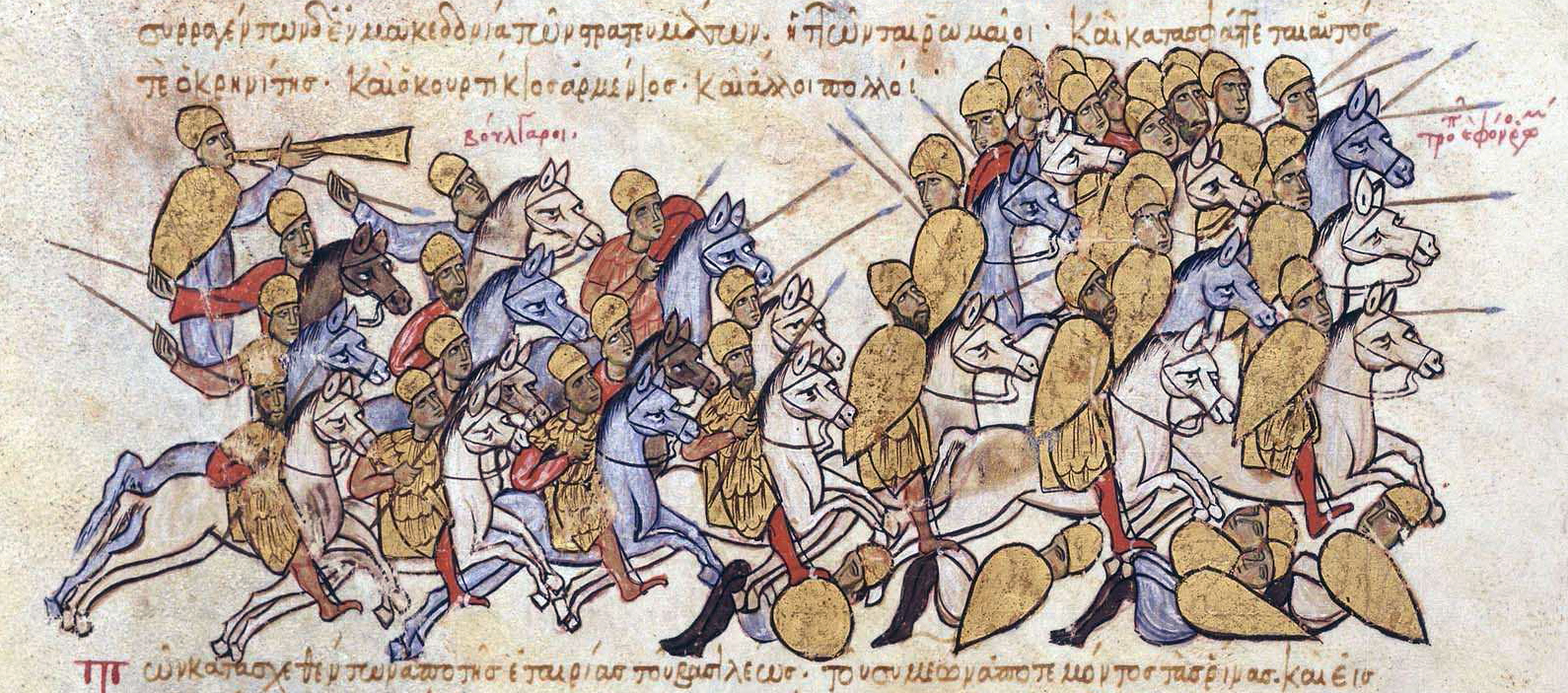
Búlgaros derrotam os bizantinos sob Crenita e CurtícioIluminura no Escilitzes de Madri

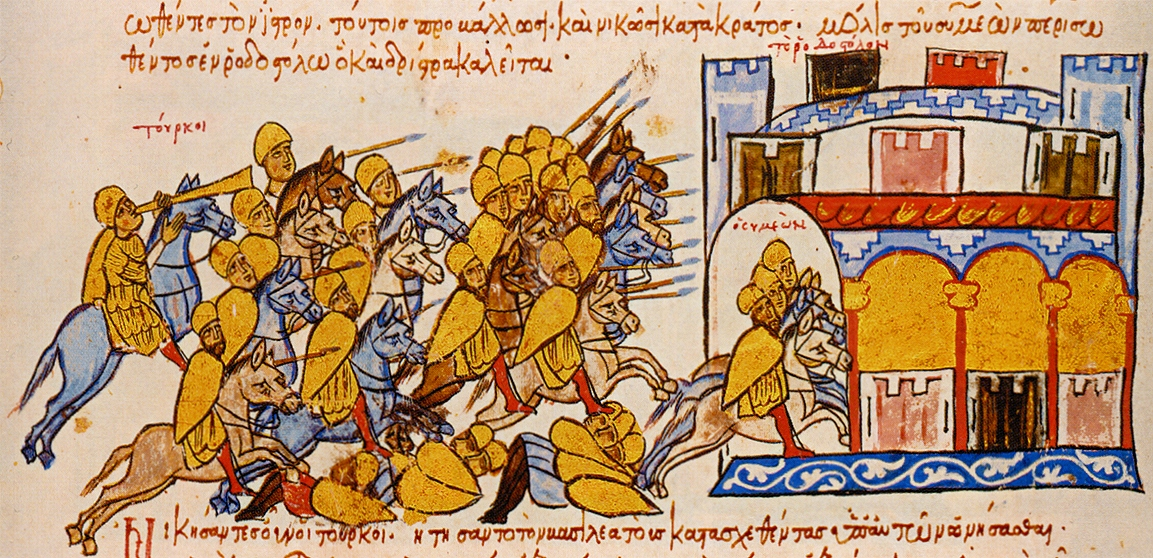
Magiares perseguem Simeão para DorostoloIluminura no Escilitzes de Madri

No outono de 894, Simeão lançou uma invasão à Trácia bizantina, tomando vantagem das lutas do Império Bizantino com os árabes no Oriente, que deixaram as províncias balcânicas vulneráveis. Leão VI rapidamente reuniu um exército sob os generais Procópio Crenita e Curtício e muitos arcontes, que incluíam a guarda imperial composta de mercenários cazares. Na batalha resultante no Tema da Macedônia (moderna Trácia Oriental), provavelmente em torno de Adrianópolis, os bizantinos foram derrotados e seus comandantes pereceram. Muitos cazares foram capturados e Simeão cortou seus narizes e "enviou-os à capital para envergonhar os romanos". Os búlgaros saquearam a região e retiraram-se ao norte levando muitos cativos.
Esse fracasso levou os bizantinos a procurarem ajuda dos magiares, que à época habitavam as estepes entre o Dniepre e Danúbio. Leão VI enviou seu emissário Nicetas Esclero aos líderes magiares Arpades e Cursanes em 894 ou 895 "para dar presentes" e incitá-los contra os búlgaros. Ao mesmo tempo, no outono de 894, enviou um Anastásio para Ratisbona para Arnulfo da Caríntia, rei da Frância Oriental. Enquanto nenhum registro dessa missão sobreviveu, muito provavelmente era um movimento preemptivo para desencorajar a aliança germano-búlgara que existiu entre Arnulfo e o predecessor do Simeão, Vladimir.
No começo de 895, o talentoso Nicéforo Focas, o Velho foi convocado para Constantinopla e enviado contra os búlgaros como chefe de um grande exército. Enquanto Simeão concentrou suas forças junto da fronteira sul para confrontar Focas, a marinha bizantina sob Eustácio Argiro velejou ao delta do Danúbio para auxiliar os magiares. Acreditando que Simeão retrocederia, Leão VI enviou um emissário, Constantinácio, para propor a paz. Simeão, que estudou na Universidade de Constantinopla e estava familiarizado com a diplomacia bizantina, suspeitou da reaproximação, acusou Constantinácio de espionagem e colocou-o sob custódia. O Danúbio foi bloqueado com correntes de ferro para bloquear a marinha e o grosso do exército foi deslocado ao norte. Os bizantinos quebraram as correntes e transportaram as hordas magiares ao sul do rio. Os magiares, liderados pelo filho de Arpades, Liuntica, atacaram Dobruja e conseguiram pesada vitória sobre o exército búlgaro, liderado pessoalmente por Simeão. Simeão refugiou-se na fortaleza de Drastar enquanto os magiares pilharam e saquearam sem oposição, alcançando os arredores da capital Preslava. Antes de retirarem-se ao norte, os magiares venderam milhares de cativos aos bizantinos.

## Negociações de paz

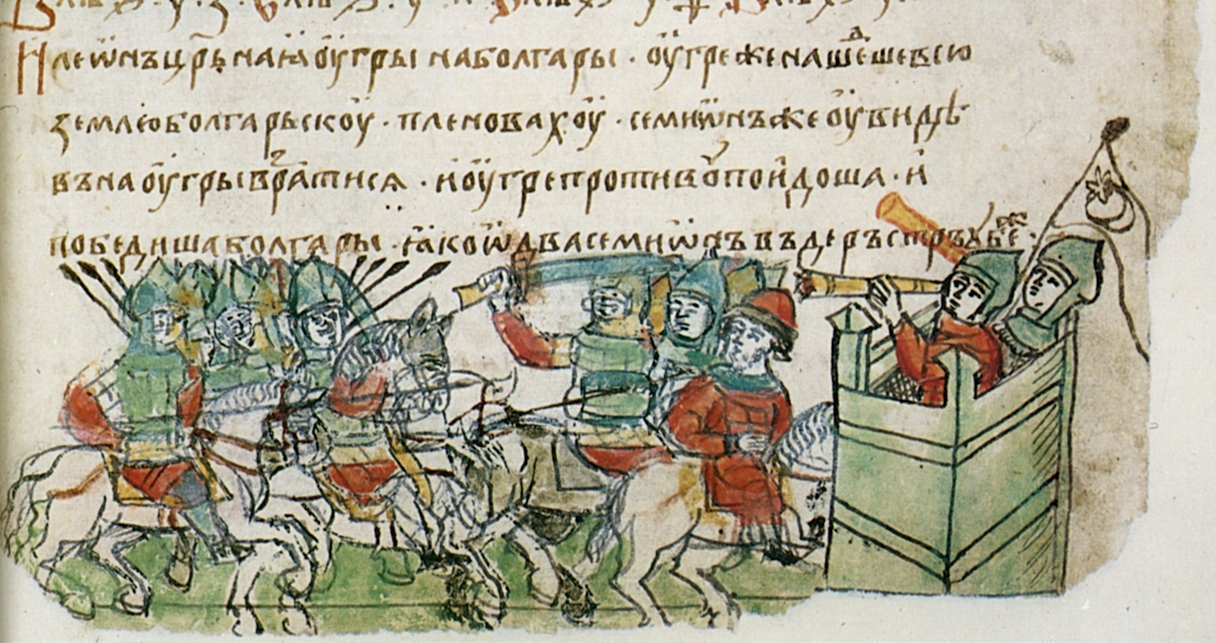
Magiares perseguem Simeão até a fortaleza de Drastar. Iluminura da Crônica de Radzivill

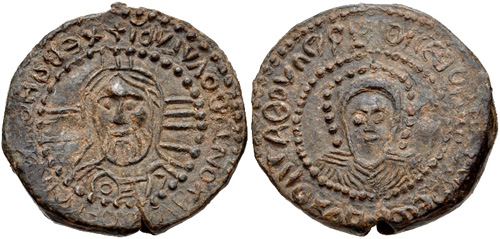
Selo do cã r.

Enfrentando uma situação difícil com a guerra em dois frontes, Simeão enviou uma proposta de paz através de Eustácio para ganhar tempo para lidar com a ameaça magiar, prometendo retornar cativos bizantinos. Leão VI aceitou de bom grado e ordenou a Eustácio e Nicéforo Focas que se retirassem e enviou o diplomata Leão Querosfactes à Bulgária para negociar termos. Era exatamente isso que Simeão procurava. Querosfactes foi detido numa fortaleza e relatadamente recusou uma audiência. Em vez disso, Simeão trocou cartas com ele, protelando negociações, mostrando suspeitas sobre a veracidade das propostas, constantemente procurando explicações e adicionando novas exigências. O principal assunto foi a troca de cativos — a prioridade imperial era libertar os cativos capturados na campanha búlgara de 894. Numa de suas cartas para Querosfactes, Simeão demonstrou suas habilidades diplomáticas ao ridicularizar o imperador:
| “ | O eclipse do sol, e sua data, não apenas ao mês, semana ou dia, mas à hora e segundo, seu imperador professou para nós o ano antes do último, da maneira mais maravilhosa. E ele também explicou quanto tempo o eclipse da lua durará. E eles dizem [que] ele sabe muitas outras coisas sobre os movimentos dos corpos celestiais. Se isso é verdade, ele deve também conhecer sobre os prisioneiros; e se ele sabe, ele teria contado [para] você se eu estou indo libertá-los ou mantê-los. Assim professa uma coisa ou a outra, e se você sabe minhas intenções, você deve dar os prisioneiros como recompensa por sua profecia e sua embaixada, por Deus! Cumprimentos! | ” |
|   | — Carta de Simeão para Leão Querosfactes. |   |

Querosfactes respondeu com uma resposta ambígua, que foi usada por Simeão para alegar que Leão não poderia professar o futuro e recusar retornar os cativos, prolongando ainda mais as negociações.

## Derrota dos magiares e Batalha de Bulgarófigo

Migração dos magiares após a derrota perante os búlgaros e pechenegues

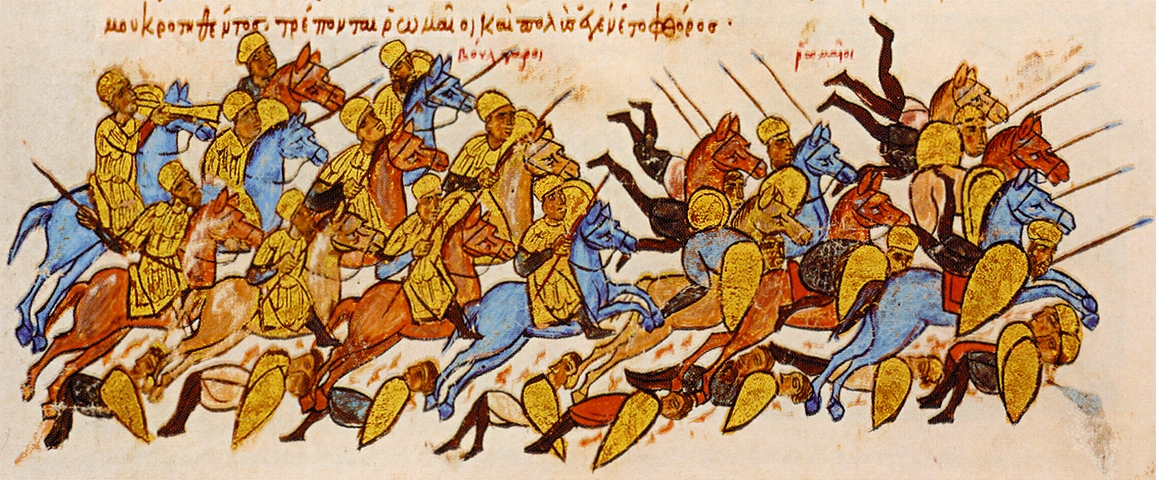
Derrota bizantina em Bulgarófigo

Enquanto trocando correspondência com Leão Querosfactes, Leão enviou emissários para forjar uma aliança com os pechenegues, os vizinhos orientais dos magiares, e no começo de 896 os búlgaros e pechenegues atacaram o território magiar em duas frentes. Na batalha decisiva os búlgaros conseguiu uma vitória esmagadora sobre os magiares nas estepes ao longo do rio Bug Meridional. A batalha foi tão sangrenta que diz-se que os búlgaros vitoriosos perderam 20 000 cavaleiros. Ao mesmo tempo, os pechenegues avançaram a oeste e evitaram que os magiares retornassem a sua terra natal. O baque sobre os magiares foi tão pesado que foram forçados a migrar a oeste em busca de novas pastagens, depois assentando na planície da Panônia, onde estabeleceram o Reino da Hungria.
Com a ameaça eliminada, Simeão retornou para Preslava "orgulhoso da vitória" e exigiu os cativos búlgaros como precondição para mais negociações de paz. Leão VI, que estava numa situação difícil enfrentando os árabes no oriente e privado dos serviços do capaz general Nicéforo Focas, que fora desgraçado como resultado das intrigas de Estiliano Zautzes ou morreu no começo de 896, teve que aceitar. Leão Querosfactes e um enviado búlgaro chamado Teodoro, um homem confiável de Simeão, foram enviados para Constantinopla para organizar a bem sucedida transferência. Interpretando como sinal de fraqueza, Simeão reclamou que nem todos os búlgaros haviam sido libertos e no verão de 896 invadiu a Trácia. Os bizantinos asseguraram uma trégua com os árabes e transferiram para a Europa "todos os temas e tagmas", ou seja, todas as forças do império. As tropas foram comandadas pelo doméstico das escolas Leão Catacalo, que carecia da habilidade de Focas. Os dois exércitos se confrontaram na Batalha de Bulgarófigo e os bizantinos foram completamente derrotados — muitos soldados pereceram, incluindo o segundo-em-comando, o protovestiário Teodósio. Catacalo conseguiu escapar com alguns sobreviventes. A derrota foi tão grave que um soldado bizantina retirou-se da sociedade e tornou-se asceta sob o nome de Lucas, o Estilita.
Os bizantinos não registram o rescaldo da batalha, mas segundo o historiador árabe Tabari, os búlgaros marcharam à Constantinopla. Leão VI estava com tamanho pânico que considerou armar prisioneiros de guerra árabes e enviá-los contra os búlgaros em retorno de sua liberdade, mas abandonou a ideia. Mais negociações se seguiram até os bizantinos aceitarem as exigências búlgaras.

## Rescaldo

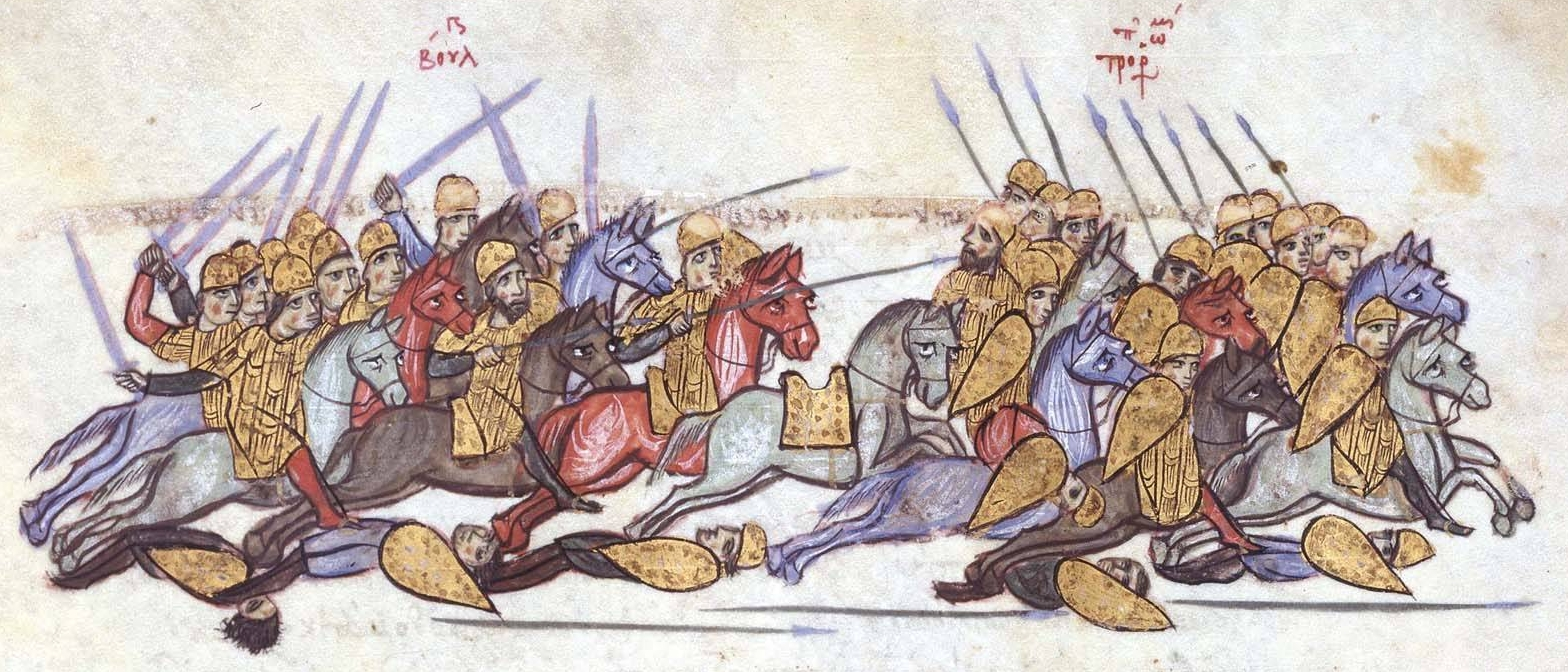
Derrota bizantina na Batalha de Anquíalo Iluminura no Escilitzes de Madri

A guerra terminou com um tratado de paz que confirmou a dominação búlgara nos Bálcãs, restaurou o estatuto da Bulgária como a nação mais favorecida, aboliu as restrições comerciais e obrigou o Império Bizantino a pagar tributo anual. Sob o tratado, os bizantinos também cederam uma área em torno do mar Negro e Istranca à Bulgária.[a] Em troca, os búlgaros libertaram os soldados e civis bizantinos capturados, que eram alegadamente 120 000. O tratado de paz permaneceu inabalado até a morte de Leão VI em 912, embora Simeão violou-o após o Saque de Salonica em 904, extraindo mais concessões territoriais na Macedônia.
O monarca búlgaro estava satisfeito com os resultados e considerou que tinha superioridade sobre o Império Bizantino para alcançar suas ambições políticas — assumir o trono em Constantinopla. Apesar do sucesso, Simeão percebeu que ainda havia muito a fazer de modo que se impusesse sobre o império para sempre. Ele precisava de sua própria base política e ideológica e lançou um programa de construção ambicioso em Preslava para que ela pudesse rivalizar com Constantinopla. Além disso, Simeão tomou precauções para reduzir a influência bizantina sobre os Bálcãs Ocidentais ao impor sua autoridade sobre o Principado da Sérvia em troca do reconhecimento de Pedro e seu governo.
A devastação em Dobruja nas mãos dos magiares indicou qual vulnerável a Bulgária estava para ataques do norte sob a influência da diplomacia bizantina. Aquela experiência valeu a pena em 917, quando Simeão conseguiu conter os esforços bizantinos para aliar-se com os sérvios ou os pechenegues, e forçou-os a lutarem sozinhos na Batalha de Anquíalo, onde os bizantinos foram fortemente derrotados em um dos maiores desastres da história bizantina.